# دیلا
دیلا (به لاتین: Dila) یک شهرک در اتیوپی است که در منطقه اقوام، قومیت‌ها و قلمرو مردم جنوبی واقع شده‌است. دیلا ۷۹٬۸۹۲ نفر جمعیت دارد و ۱٬۵۷۰ متر بالاتر از سطح دریا واقع شده‌است.